# 三浦糀
三浦糀（日语：／ Miura Kōji；1995年3月28日—）是日本女性漫畫家，另有其他筆名結城智史。畢業於武藏野美術大學藝術文化學科，曾是漫研社成員。
主要創作戀愛漫畫。代表作為在《週刊少年Magazine》上連載的《老師，我喜歡你。》以及在《週刊少年Jump》上連載的《青春之箱》。

## 經歷
最早以「結城智史」的筆名發表作品，2013年的短篇得到第90屆週刊少年Magazine新人漫畫獎特別獎勵獎。同一年發表的短篇作品《thirst》得到第91屆週刊少年Magazine新人漫畫獎佳作，並被刊登在《Magazine SPECIAL》上。兩部作品皆偏向奇幻風格，當中更是混入了戰鬥元素。
2015年，於漫畫雜誌應用程式「Manga Box」上連載《青空膠皮》出道，該作品為桌球與戀愛漫畫。當時三浦仍是武藏野美術大學的三年級生。
2017年以短篇版《老師，我喜歡你。》在講談社網上漫畫平台Magazine Pocket舉辦的短篇比賽中贏得優勝，並被刊登在《週刊少年Magazine》2017年25號。之後該作品在同雜誌2018年4/5號上開始連載。
連載結束後，又以的名義參加《週刊少年Jump》舉辦的新人漫畫獎第四屆，並以作品《Parasol同盟》得到了準優勝。《Parasol同盟》講述兩對雙胞胎男女之間的戀愛故事，由於一共有「四人」所以是「傘」（Parasol）同盟。該短篇隨後被刊登在《Jump GIGA》2020春季號及《少年Jump+》上。
2020年，重新以三浦糀的名義在《週刊少年Jump》上刊登短篇版《青春之箱》，連載版於同雜誌2021年19號連載開始。

## 作品
| 標題             | 形式 | 刊登於                                                  | 單行本 | 備註                                              |
| ---------------- | ---- | ------------------------------------------------------- | ------ | ------------------------------------------------- |
|                  | 短篇 | MagaMega官方網站                                        | 未收錄 | 出道作 第90屆週刊少年Magazine新人漫畫獎特別獎勵獎 |
| thirst           | 短篇 | Magazine SPECIAL 2014年1月號                            | 未收錄 | 第91屆週刊少年Magazine新人漫畫獎佳作              |
| 青空膠皮         | 連載 | Manga Box 2015年38號－50號                              | 全2卷  | 初次連載                                          |
| 老師，我喜歡你。 | 短篇 | Magazine Pocket 週刊少年Magazine 2017年25號             | 未收錄 |                                                   |
| 老師，我喜歡你。 | 連載 | 週刊少年Magazine 2018年4/5號－28號 →移籍Magazine Pocket | 全4卷  |                                                   |
| 春的報恩         | 短篇 | 週刊少年Magazine 2019年52號                             | 未收錄 |                                                   |
| Parasol同盟      | 短篇 | Jump GIGA 2020 SPRING 少年Jump+ 2020年7月15日           | 未收錄 | 第四屆準優勝                                      |
| 青春之箱         | 短篇 | 週刊少年Jump 2020年35號                                 | 未收錄 |                                                   |
| 青春之箱         | 連載 | 週刊少年Jump 2021年19號－                               | 發行中 |                                                   |

## 腳註
1. ↑  作品中提及「傘同盟」聽起來像是大叔的集會，所以刻意改用英文的「Parasol同盟」。

## 外部連結
- 三浦糀的X（前Twitter）